# Déterminant de Cayley-Menger
En algèbre linéaire et en géométrie, le déterminant de Cayley-Menger donne une expression de l'hypervolume d'un simplexe en fonction des carrés des distances entre ses sommets. Ce déterminant porte le nom d'Arthur Cayley et de Karl Menger.

## Expression du déterminant
Soient {\textstyle A_{0},A_{1},\ldots ,A_{n}} {\displaystyle n+1} points d'un espace euclidien de dimension {\displaystyle m} avec {\displaystyle m\geqslant n}. Ces points sont les sommets d'un simplexe de dimension n (triangle pour {\displaystyle n=2} , tétraèdre pour {\displaystyle n=3}, pentachore pour {\displaystyle n=4}). Notant {\textstyle d_{ij}} la distance du sommet {\displaystyle A_{i}} au sommet {\textstyle A_{j}}, le volume {\displaystyle V_{n}} n-dimensionnel de ce simplexe s'exprime par les déterminants suivants  :
{\displaystyle {\begin{aligned}V_{n}^{2}&={\frac {1}{(n!)^{2}2^{n}}}{\begin{vmatrix}2d_{01}^{2}&d_{01}^{2}+d_{02}^{2}-d_{12}^{2}&\cdots &d_{01}^{2}+d_{0n}^{2}-d_{1n}^{2}\\d_{01}^{2}+d_{02}^{2}-d_{12}^{2}&2d_{02}^{2}&\cdots &d_{02}^{2}+d_{0n}^{2}-d_{2n}^{2}\\\vdots &\vdots &\ddots &\vdots \\d_{01}^{2}+d_{0n}^{2}-d_{1n}^{2}&d_{02}^{2}+d_{0n}^{2}-d_{2n}^{2}&\cdots &2d_{0n}^{2}\end{vmatrix}}\\[10pt]&={\frac {(-1)^{n+1}}{(n!)^{2}2^{n}}}{\begin{vmatrix}0&d_{01}^{2}&d_{02}^{2}&\cdots &d_{0n}^{2}&1\\d_{01}^{2}&0&d_{12}^{2}&\cdots &d_{1n}^{2}&1\\d_{02}^{2}&d_{12}^{2}&0&\cdots &d_{2n}^{2}&1\\\vdots &\vdots &\vdots &\ddots &\vdots &\vdots \\d_{0n}^{2}&d_{1n}^{2}&d_{2n}^{2}&\cdots &0&1\\1&1&1&\cdots &1&0\end{vmatrix}}.\end{aligned}}}
Le déterminant de Cayley-Menger {\displaystyle D_{n}} est celui de la deuxième formule. La matrice dont {\displaystyle D_{n}} est le déterminant est la matrice d'ordre {\displaystyle n+1} de terme général {\displaystyle d_{ij}^{2},{\text{pour }}0\leqslant i,j\leqslant n} , bordée par des 1 à droite et en dessous, complétée par un 0. On peut aussi mettre les 1 à gauche et en haut.

## Exemples
Pour {\displaystyle n=2} , notant a,b,c les longueurs des côtés du triangle, on a les développements et factorisations :
{\displaystyle {\begin{aligned}-D_{2}=-{\begin{vmatrix}0&1&1&1\\1&0&a^{2}&b^{2}\\1&a^{2}&0&c^{2}\\1&b^{2}&c^{2}&0\end{vmatrix}}&={\begin{vmatrix}2a^{2}&a^{2}+b^{2}-c^{2}\\a^{2}+b^{2}-c^{2}&2b^{2}\end{vmatrix}}\\[8pt]&=4a^{2}b^{2}-(a^{2}+b^{2}-c^{2})^{2}\\[6pt]&=(a^{2}+b^{2}+c^{2})^{2}-2(a^{4}+b^{4}+c^{4})\\[6pt]&=(a+b+c)(a+b-c)(a-b+c)(-a+b+c)\end{aligned}}}
Le carré de l'aire du triangle est {\displaystyle V_{2}^{2}=-{\frac {D_{2}}{16}}}, et l'on retrouve la formule de Héron.
C'est une expression polynomiale symétrique en les longueurs des côtés. Pour {\displaystyle n>2}, elle n'est plus symétrique en les {\displaystyle n(n-1)/2} variables {\displaystyle d_{ij}}, mais seulement invariante par les {\displaystyle n!} permutations sur les indices des sommets ; elle n'est plus non plus factorisable .
Pour {\displaystyle n=3} , renommant {\textstyle A_{1},A_{2},A_{3},A_{4}} les sommets du tétraèdre, on a  {\displaystyle D_{3}={\begin{vmatrix}0&1&1&1&1\\1&0&d_{12}^{2}&d_{13}^{2}&d_{14}^{2}\\1&d_{12}^{2}&0&d_{23}^{2}&d_{24}^{2}\\1&d_{13}^{2}&d_{32}^{2}&0&d_{34}^{2}\\1&d_{14}^{2}&d_{24}^{2}&d_{34}^{2}&0\end{vmatrix}}} et {\displaystyle V_{3}^{2}={\frac {D_{3}}{288}}}.
Cette dernière formule avait été obtenue (sous une forme développée) par Piero della Francesca ; elle est aussi connue sous le nom de « formule de Tartaglia »,.
Cette formule est valable pour des points coplanaires, auquel cas {\displaystyle D_{3}} est nul, et fournit donc une relation entre les 6 distances mutuelles de quatre points dans un plan.

## Démonstration
Si les vecteurs colonnes {\textstyle A_{0},A_{1},\ldots ,A_{n}} sont les coordonnées de {\displaystyle n+1} points d'un espace euclidien de dimension {\displaystyle n}, on a la formule du volume :
{\displaystyle V_{n}={\frac {1}{n!}}\left|\det M\right|\,} où {\displaystyle M={\begin{pmatrix}A_{0}&A_{1}&\cdots &A_{n}\\1&1&\cdots &1\end{pmatrix}}}.
Le déterminant de {\displaystyle M} reste inchangé par ajout d'une ligne et d'une colonne supplémentaires comme suit :
{\displaystyle P={\begin{pmatrix}A_{0}&A_{1}&\cdots &A_{n}&0\\1&1&\cdots &1&0\\\|A_{0}\|^{2}&\|A_{1}\|^{2}&\cdots &\|A_{n}\|^{2}&1\end{pmatrix}}\,,}
où {\displaystyle \|A_{j}\|^{2}} est le carré de la norme du vecteur {\displaystyle A_{j}} . De plus la  matrice d'ordre {\displaystyle n+2}
{\displaystyle Q={\begin{pmatrix}-2&0&\cdots &0&0&0\\0&-2&\cdots &0&0&0\\\vdots &\vdots &\ddots &\vdots &\vdots &\vdots \\0&0&\cdots &-2&0&0\\0&0&\cdots &0&0&1\\0&0&\cdots &0&1&0\end{pmatrix}}}
a pour déterminant  {\displaystyle (-2)^{n}(-1)=(-1)^{n+1}2^{n}} . Ainsi,
{\displaystyle \det {\begin{pmatrix}0&d_{01}^{2}&d_{02}^{2}&\cdots &d_{0n}^{2}&1\\d_{01}^{2}&0&d_{12}^{2}&\cdots &d_{1n}^{2}&1\\d_{02}^{2}&d_{12}^{2}&0&\cdots &d_{2n}^{2}&1\\\vdots &\vdots &\vdots &\ddots &\vdots &\vdots \\d_{0n}^{2}&d_{1n}^{2}&d_{2n}^{2}&\cdots &0&1\\1&1&1&\cdots &1&0\end{pmatrix}}=\det(P^{T}QP)=\det(Q)\det(P)^{2}=(-1)^{n+1}2^{n}(n!)^{2}V_{n}^{2}\,} .
Le premier déterminant est obtenu par combinaisons et développements sur les lignes et colonnes.
Voir une autre démonstration dans .

## Généralisation aux géométries hyperbolique et sphérique
Il existe des généralisations sphériques et hyperboliques ,. Une démonstration peut en être trouvée ici .
Dans un espace sphérique de dimension {\displaystyle n-1} et de courbure constante {\displaystyle 1/R^{2}}, {\displaystyle n+1}  points satisfont à
{\displaystyle {\begin{vmatrix}0&f(d_{01})&f(d_{02})&\cdots &f(d_{0n})&1\\f(d_{01})&0&f(d_{12})&\cdots &f(d_{1n})&1\\f(d_{02})&f(d_{12})&0&\cdots &f(d_{2n})&1\\\vdots &\vdots &\vdots &\ddots &\vdots &\vdots \\f(d_{0n})&f(d_{1n})&f(d_{2n})&\cdots &0&1\\1&1&1&\cdots &1&{\frac {1}{2R^{2}}}\end{vmatrix}}=0}
où {\displaystyle f(d)=2R^{2}\left(1-\cos {\frac {d}{R}}\right)}, et {\displaystyle d_{ij}} est la distance sphérique entre les points numérotés {\displaystyle i,j} .
Dans un espace hyperbolique de dimension {\displaystyle n-1} et de courbure constante {\displaystyle -1/R^{2}}, {\displaystyle n+1} points satisfont à
{\displaystyle {\begin{vmatrix}0&f(d_{01})&f(d_{02})&\cdots &f(d_{0n})&1\\f(d_{01})&0&f(d_{12})&\cdots &f(d_{1n})&1\\f(d_{02})&f(d_{12})&0&\cdots &f(d_{2n})&1\\\vdots &\vdots &\vdots &\ddots &\vdots &\vdots \\f(d_{0n})&f(d_{1n})&f(d_{2n})&\cdots &0&1\\1&1&1&\cdots &1&-{\frac {1}{2R^{2}}}\end{vmatrix}}=0}
où {\displaystyle f(d)=2R^{2}\left(\cosh {\frac {d}{R}}-1\right)}, et {\displaystyle d_{ij}} est la distance hyperbolique entre les points numérotés {\displaystyle i,j} .

## Applications
Le déterminant pour {\displaystyle n=3} peut être utilisé pour démontrer le théorème de Descartes, ainsi que le théorème de Stewart.

### Rayon de la sphère circonscrite d'un simplexe
Un n-simplexe non dégénéré, possède une n -sphère circonscrite, de rayon {\displaystyle R} . Le n + 1-simplexe composé des sommets du n -simplexe et du centre de la n-sphère est alors dégénéré. Ainsi, nous avons la nullité du déterminant d'ordre n + 3:
{\displaystyle {\begin{vmatrix}0&R^{2}&R^{2}&R^{2}&\cdots &R^{2}&1\\R^{2}&0&d_{01}^{2}&d_{02}^{2}&\cdots &d_{0n}^{2}&1\\R^{2}&d_{01}^{2}&0&d_{12}^{2}&\cdots &d_{1n}^{2}&1\\R^{2}&d_{02}^{2}&d_{12}^{2}&0&\cdots &d_{2n}^{2}&1\\\vdots &\vdots &\vdots &\vdots &\ddots &\vdots &\vdots \\R^{2}&d_{0n}^{2}&d_{1n}^{2}&d_{2n}^{2}&\cdots &0&1\\1&1&1&1&\cdots &1&0\end{vmatrix}}=0}
En particulier, lorsque {\displaystyle n=2}, cela permet d'obtenir le rayon du cercle circonscrit à un triangle en fonction des longueurs de ses côtés.